# 亲冈瓦纳构造域
亲冈瓦纳构造域是中元古代中国四个构造域之一，早古生代（寒武纪、奥陶纪、志留纪的合称）中国五个构造域之一，因为属于这个构造域的各地块的构造运动、古生物和古地磁等特征在这一时期与冈瓦纳古陆相似而得名。
早古生代的亲冈瓦纳构造域包括羌塘地块、冈底斯地块、喜马拉雅地块和保山-中缅马苏地块等，印度板块自然也属于这个构造域。佳木斯-布列亚地块和兴凯地块从中元古代开始，一直到古生代初期也属于这个构造域，但后来就转入亲西伯利亚构造域。
亲冈瓦纳构造域各地块在元古宙和古生代期间一直与欧亚板块（及其前身西伯利亚板块、劳亚板块）保持相当远的距离。早古生代的祁连运动（或称加里东运动）和晚古生代的天山运动（或称海西运动或华力西运动）对它们都没有影响。
从中生代开始，伴随冈瓦纳古陆的解体，亲冈瓦纳构造域各地块才陆续向北移动，并接连与欧亚板块碰撞拼合。其中，保山-中缅马苏地块在三叠纪晚期的印支运动中完成拼合，形成澜沧江碰撞带的南段；羌塘地块的北部和南部可能在白垩纪早期前后先后完成拼合，分别形成金沙江碰撞带的北段和澜沧江碰撞带的北段；冈底斯地块在白垩纪晚期至古近纪古新世的四川运动中完成拼合，形成班公错-怒江碰撞带；喜马拉雅地块在始新世至渐新世的华北运动中完成拼合，形成雅鲁藏布江碰撞带；最后，印度板块在新近纪中新世至第四纪早更新世的喜马拉雅运动中与欧亚板块碰撞在一起。总之，亲冈瓦纳构造域各地块是最后一批拼合到欧亚大陆上、构成中国大陆的一部分的地块。